# Колесово 1-е
Ко́лесово 1-е — деревня в Задонском районе Липецкой области. Входит в состав Хмелинецкого сельсовета.

## История
Законом Липецкой области от 11 ноября 2015 года название деревни Колесово Первое изменено на Колесово 1-е.

## Население
| 2010 |
| ---- |
| 315  |

## Улицы
- ул. Лесная,
- ул. Молодёжная,
- ул. Родионова,
- ул. Степанищева.

## Известные уроженцы
- Степанищев, Михаил Тихонович (1917—1946) — советский лётчик, майор. Дважды Герой Советского Союза.